# W. Raymond Drake
Walter Raymond Drake (1913 – 1989) è stato un saggista britannico.

## Biografia
Discepolo di Charles Fort, Drake è stato uno dei promotori della teoria degli antichi astronauti. Egli era convinto che alcune antiche civiltà terrestri avevano avuto origine da colonie di extraterrestri che si erano insediate sul nostro pianeta e avevano dimenticato successivamente i loro segreti tecnologici, diventando indistinguibili dagli umani. Secondo l'autore, altre antiche civiltà deriverebbero invece da contatti primordiali tra esseri umani e alieni provenienti dallo spazio. Drake ha trascorso molti anni a consultare enormi quantità di materiale conservato negli archivi, cercando presunte anomalie che potessero supportare i suoi scenari di alieni spaziali che hanno influenzato la storia umana. Come disse lo stesso Drake, "Aspiravo a raccogliere quanti più fatti possibili dalla letteratura antica e dalle cronache del passato, cosa che Charles Fort ha fatto così brillantemente per il presente secolo". Drake ha pubblicato sull’argomento una decina di libri.

## Libri pubblicati
- Gods or Spacemen? (1964)
- Gods and Spacemen in the Ancient East (1968)
- Mystery of the gods-- Are They Coming Back to Earth? (1972)
- The Ancient Secrets of Mysterious America-is Our Destiny Upon Us? (1973)
- Gods and Spacemen in the Ancient West (1974)
- Gods and Spacemen in the Ancient Past (1975)
- Gods and Spacemen Throughout History (1975)
- Gods and Spacemen in Greece and Rome (1976)
- Gods and Spacemen in Ancient Israel (1976)
- Messengers from the Stars (1977)
- Cosmic Continents (1986)